# Ali al-Audżali
Ali Sulajman al-Audżali (ur. 1944), libijski dyplomata i urzędnik, także polityk.
Studiował na uniwersytecie w Bengazi. Karierę rozpoczął w 1971 jako trzeci sekretarz libijskiej placówki w Londynie. W 1976 został pierwszym sekretarzem biura ludowego (ambasady) w Kuala Lumpur. W latach 1981–1984 był kierownikiem biura ludowego w Malezji. Pełnił funkcję przedstawiciela rządu libijskiego w Argentynie (1984 - 1988) i Brazylii (1988 - 1994). Był również chargé d’affaires w Kanadzie (2001 - 2004). Następnie pracował jako urzędnik w biurze ludowym w Waszyngtonie (2004 - 2009). Od stycznia 2009 do lutego 2011 kierował nim. 22 lutego 2011 stwierdził, że nie reprezentuje już rządu Mu’ammara al-Kaddafiego. 26 lutego 2011 poparł rząd tymczasowy tworzony w Bengazi przez byłego sekretarza sprawiedliwości, Mustafę Muhammada Abd al-Dżalila. W zatwierdzonym przez parlament (31 października 2012) rządzie Alego Zajdana objął tekę spraw zagranicznych.
Pracował również jako wyższej rangi urzędnik w ministerstwie spraw zagranicznych (zastępca dyrektora generalnego departamentu amerykańskiego 1994 - 1998, dyrektor generalny departamentu Ameryki Północnej i Południowej 1998 - 2000, dyrektor generalny departamentu europejskiego 2000 - 2001).